# Fessure di disseccamento

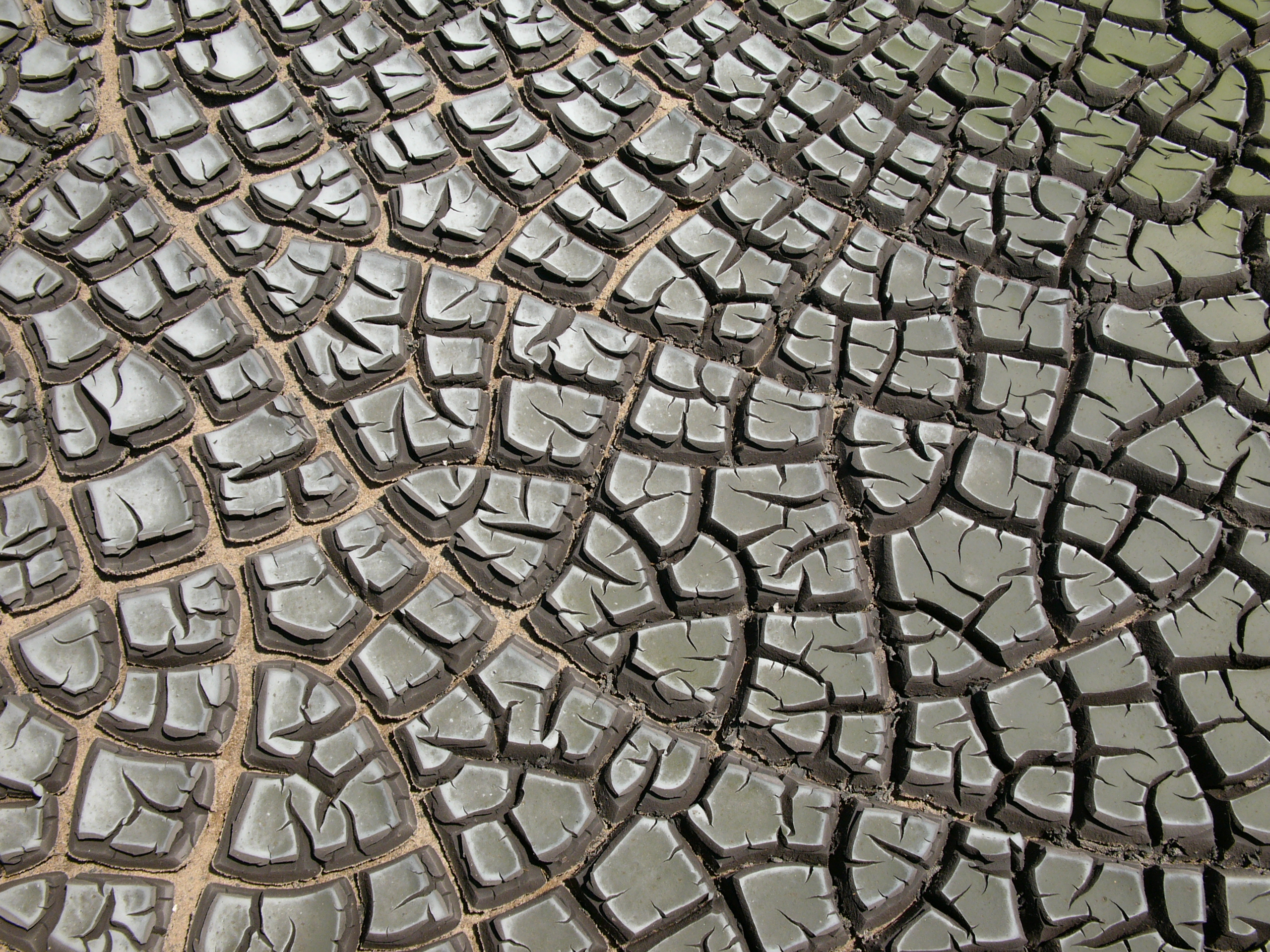
Fessure di disseccamento originatosi nel terreno fangoso, foto scattata a Coo in Grecia

Le fessure di disseccamento o "poligoni da disseccamento" sono delle strutture sedimentarie deformative da disseccamento, composte perlopiù di fratture di variabile profondità e dimensione e di forma poligonale; si originano dai sedimenti fangosi o dai suoli argillosi che si asciugano e si contraggono a causa dell'evaporazione dei fluidi.